# Острови Бріссаґо

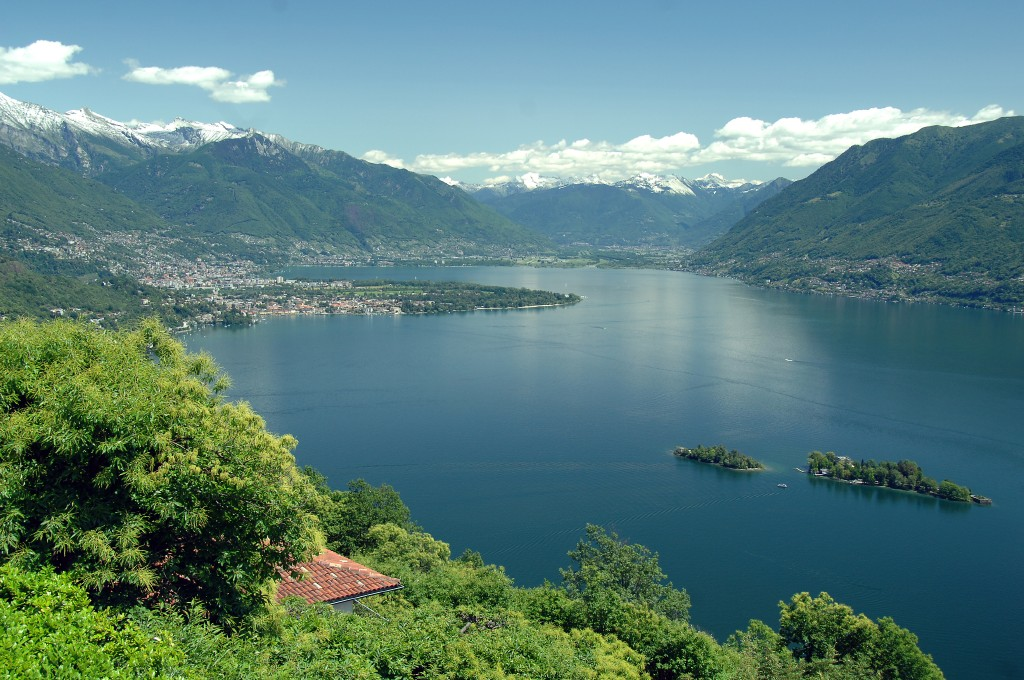
Острови Бріссаґо

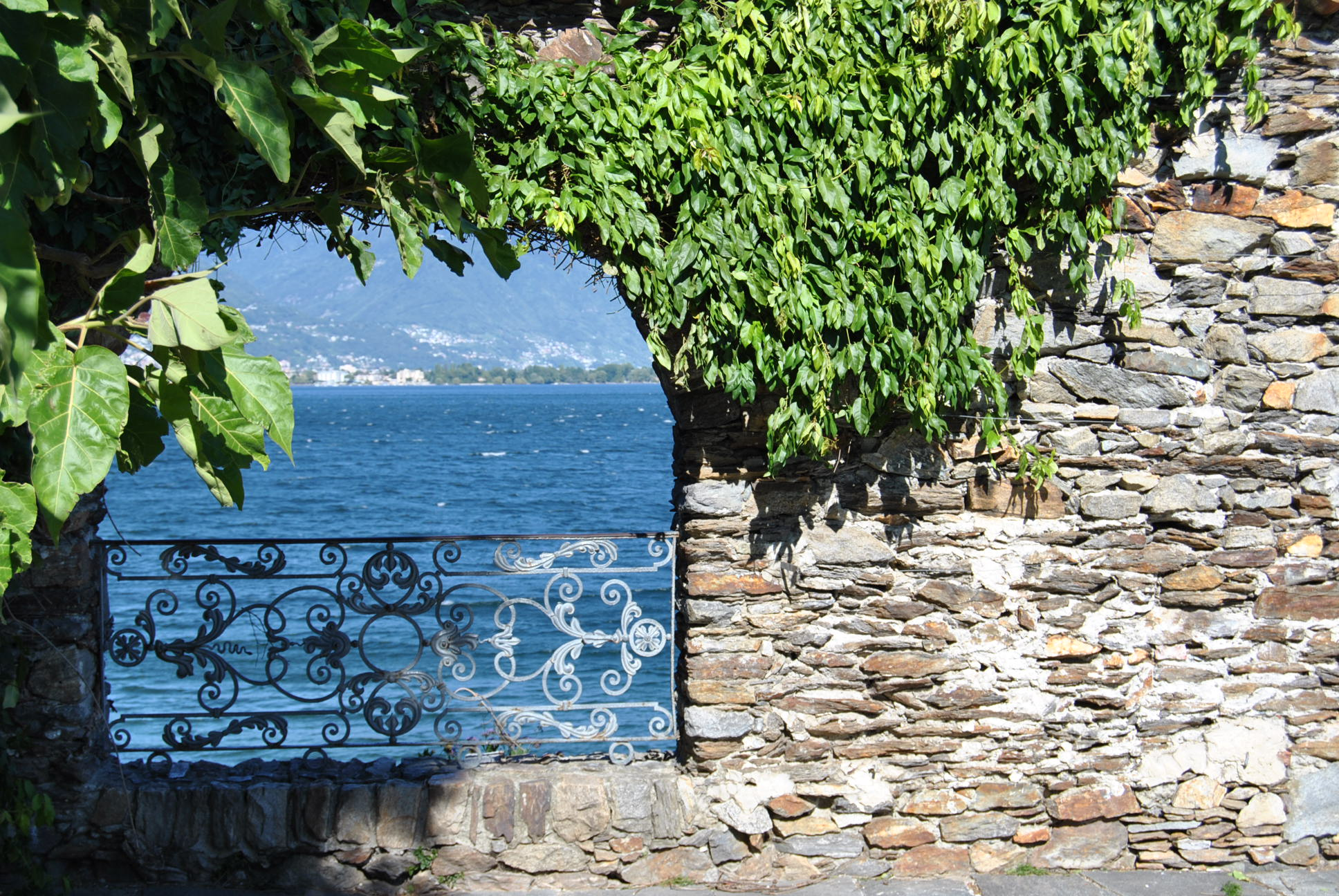
Острови Бріссаґо - Ботанічний сад

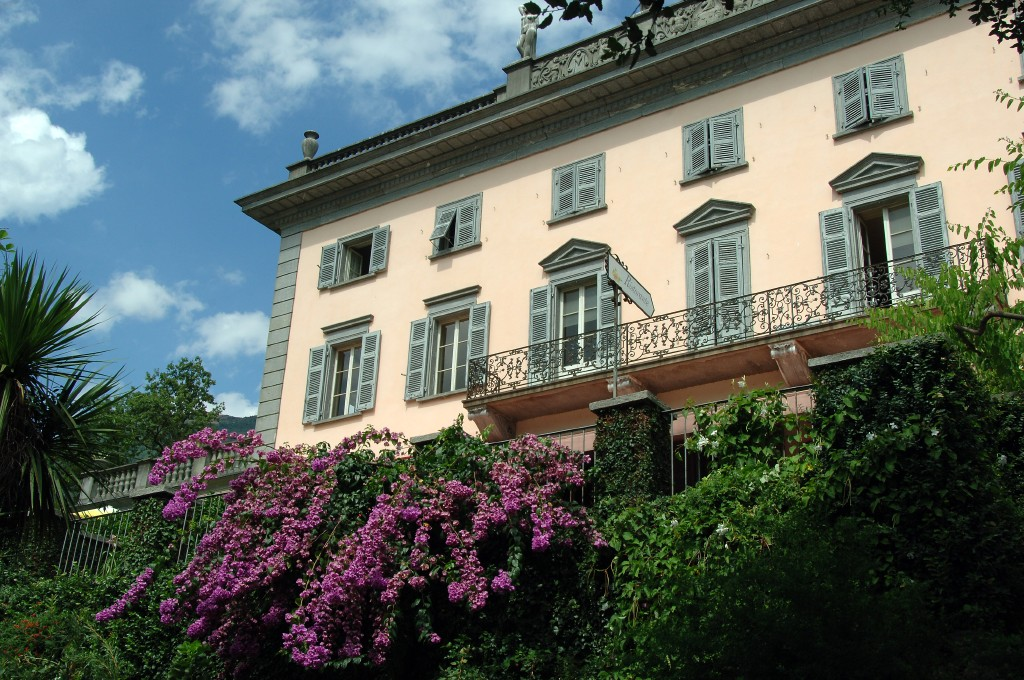
Вілла на о. Сан Панкраціо

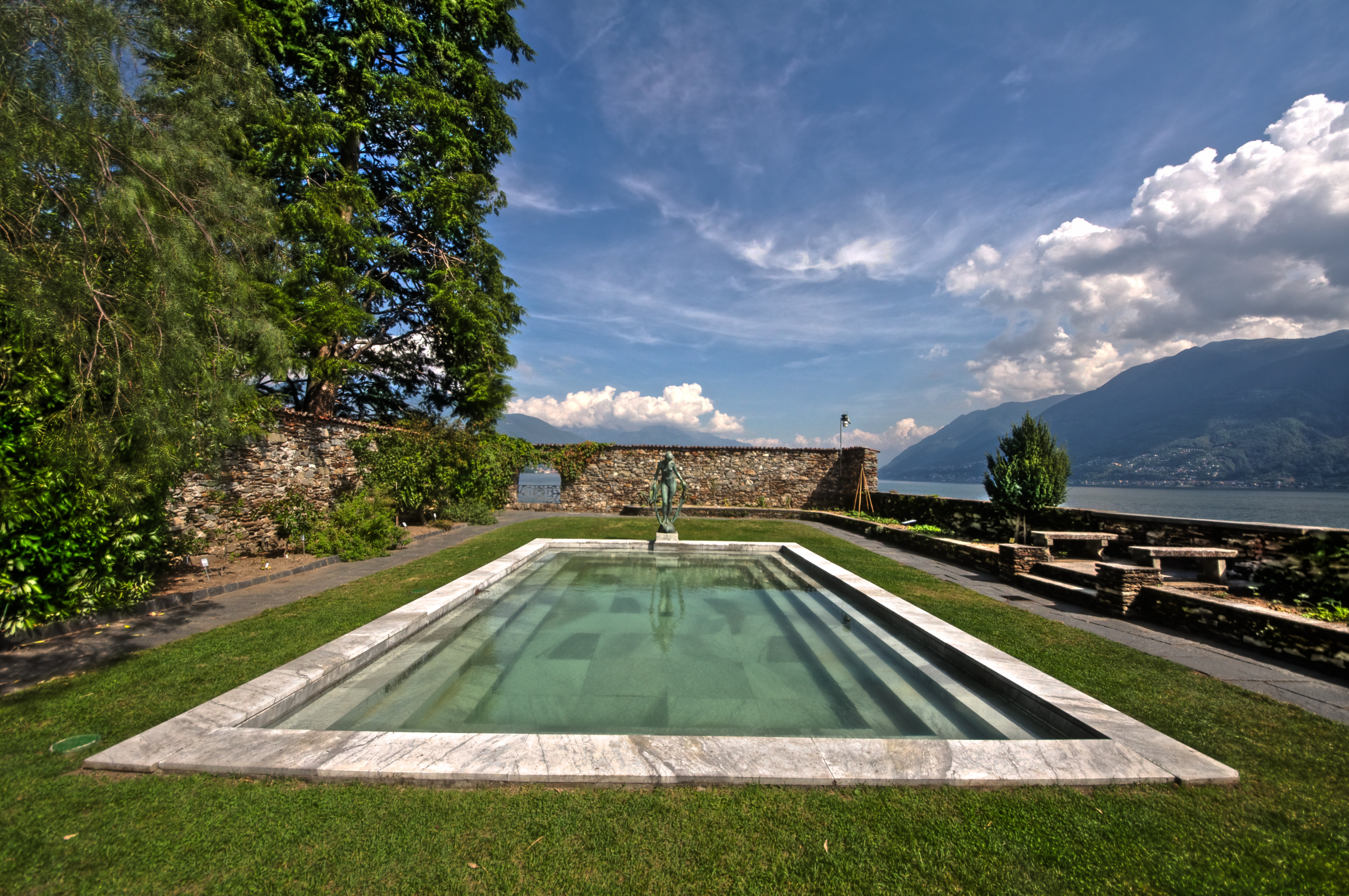
Басейн на о. Сан Панкраціо

Острови Бріссаґо (з іт. Isole di Brissago) — це група з двох островів, розташована в швейцарській частині озера Маджоре поблизу Ронко над Асконою Ronco sopra Ascona і Бріссаґо (Distretto di Locarno кантону Тічино).
На острові Сан Панкраціо (також відомий як Grande Isola — з іт. «великий острів») є ботанічний сад, в колекції якого — австралійські види евкаліпта, Erica arborea, Smilax aspera, Pistacia vera L., Ceratonia siliqua, Cistus, розмарин, Arbutus unedo, Phillyrea, мигдаль, Albero del Padrenostro (з деревини якого виготовляють місцеві вервички), чебрець, Hyssopus (синій звіробій), меліса, лаванда, рута, шавлія та ін. Менший з островів відомий як Isolino, або Isola Piccola («маленький острів») або Isola di Sant'Apollinare. На обидвох островах м'який клімат забезпечує озеро Маджоре.
На Сан-Панкраціо були знайдені римські останки. Острови використовувалися як притулок ранніми християнами. У ХІІІ столітті монахині ордену гуміліатів побудували на Сан-Панкраціо монастир, а місцева парафія приблизно в цей же час збудувала церкву Сан-Панкраціо. Після придушення ордену гуміліатів у 1571 році Папою Пієм V, майно ордену було передано лікарні в Локарно, а острови стали безлюдними.
У ХІХ столітті вони були власністю англо-ірландця Річарда Флемінга з сім'ї St. Leger, який був одружений з росіянкою Антонієттою. Після смерті Флемінга письменник Джеймс Джойс відвідав острів та гостював в будинку.

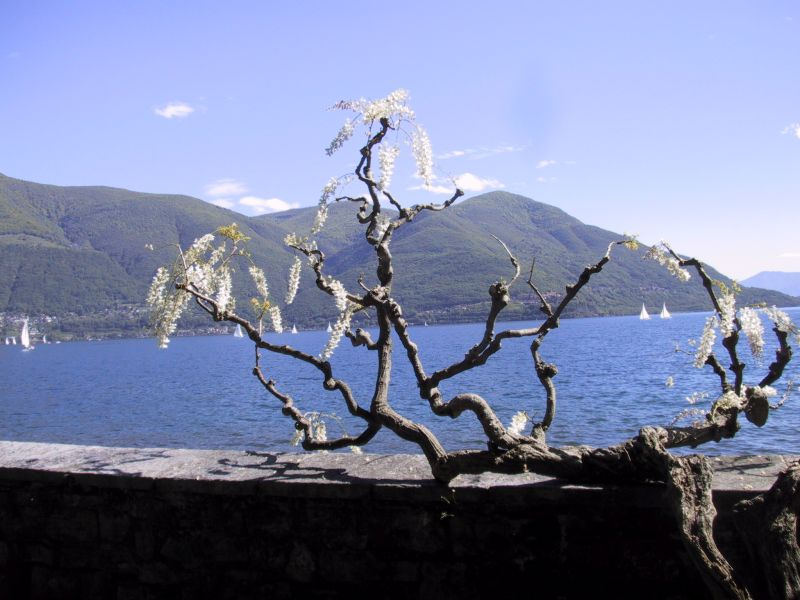
Isola di Brissago
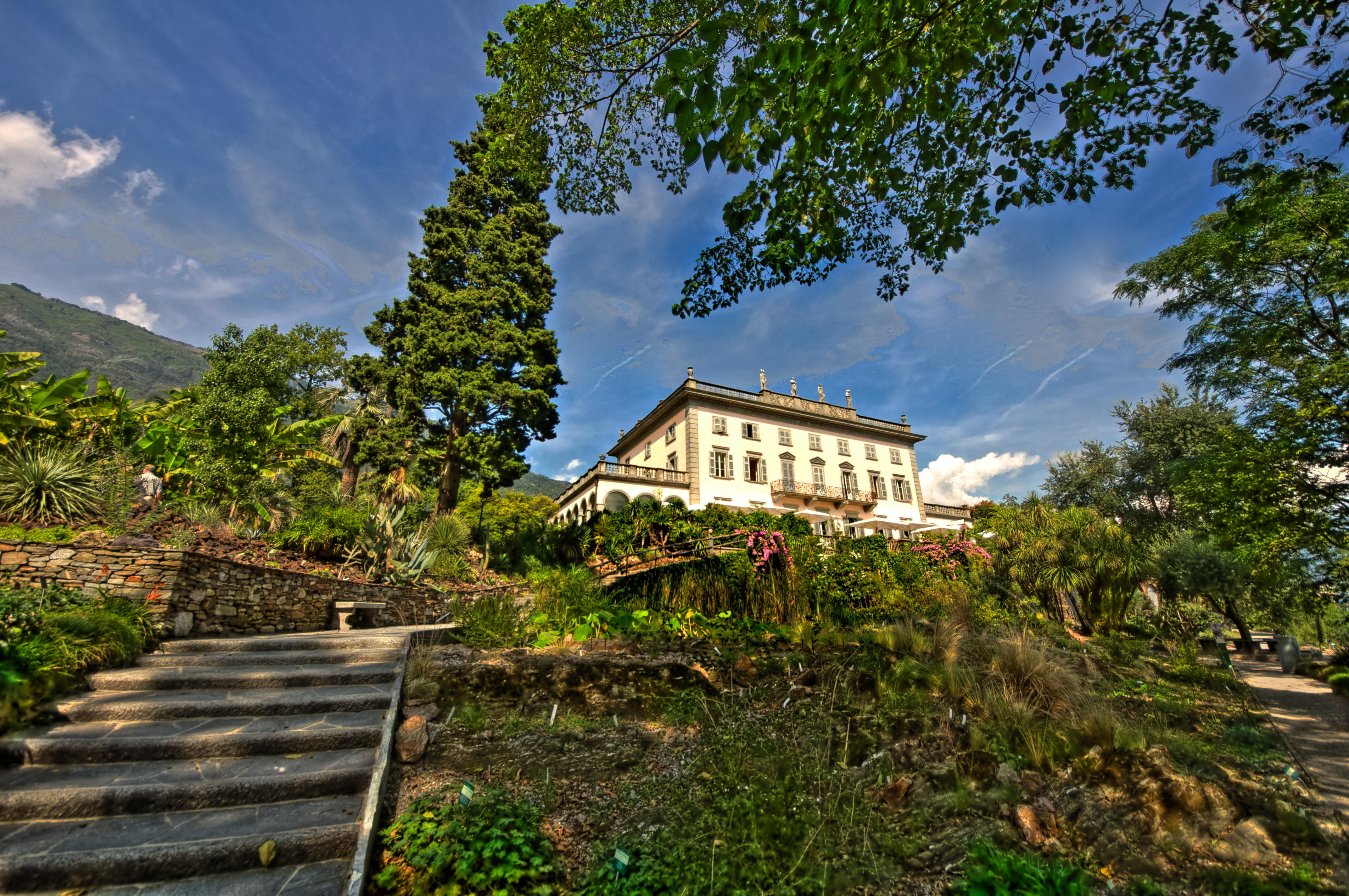
Палац на острові Сан Панкраціо
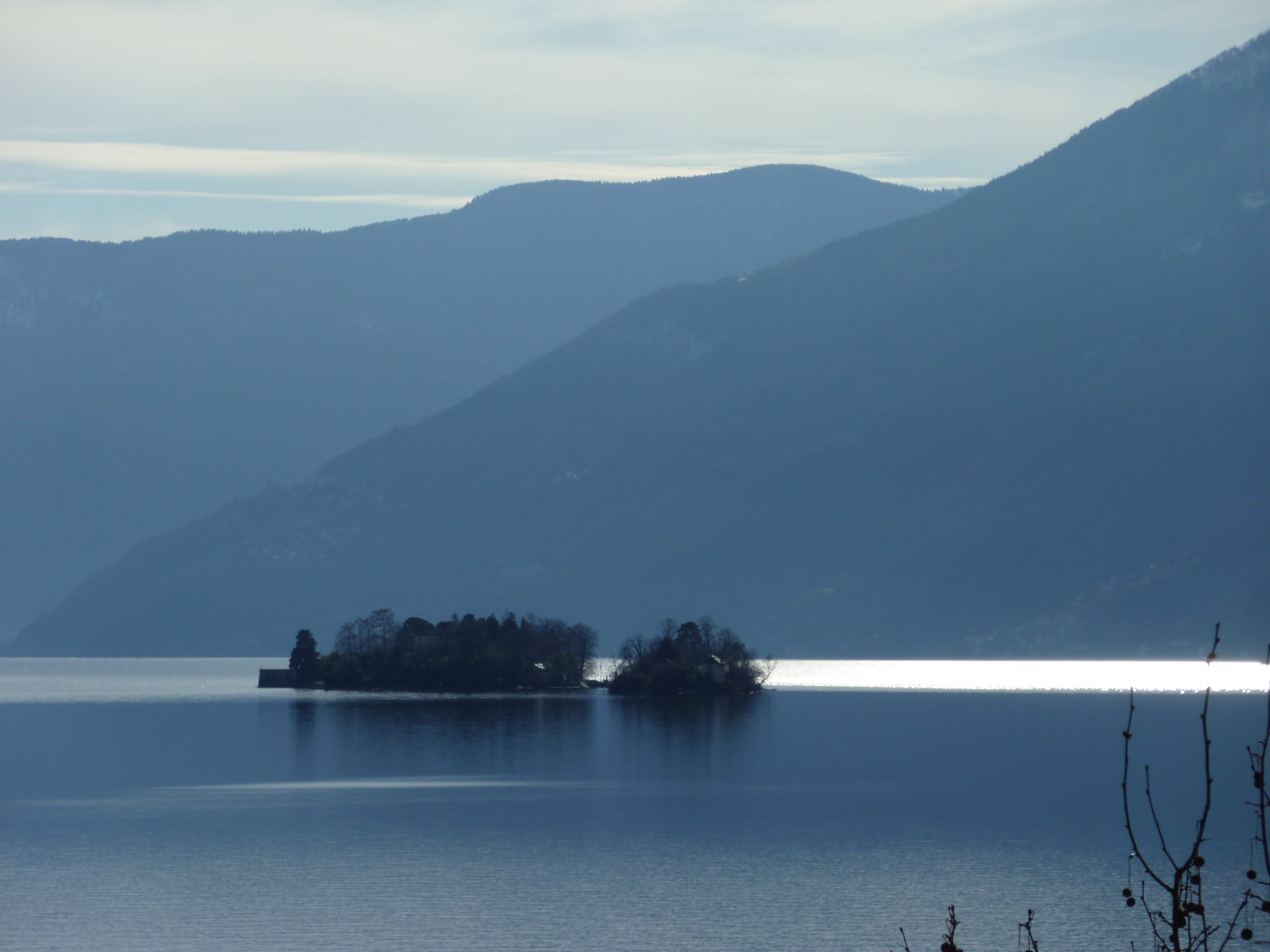
Isole Brissago

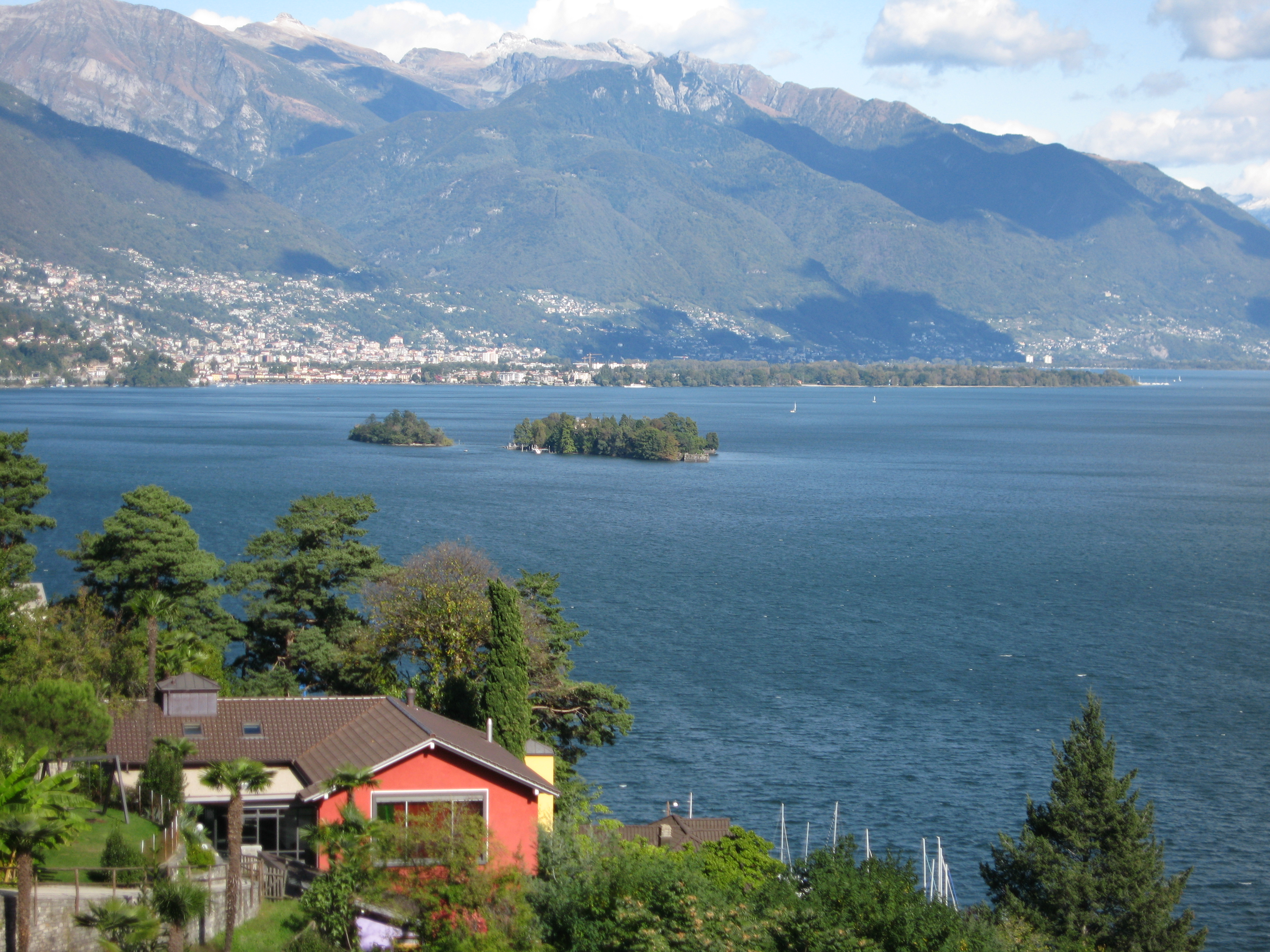
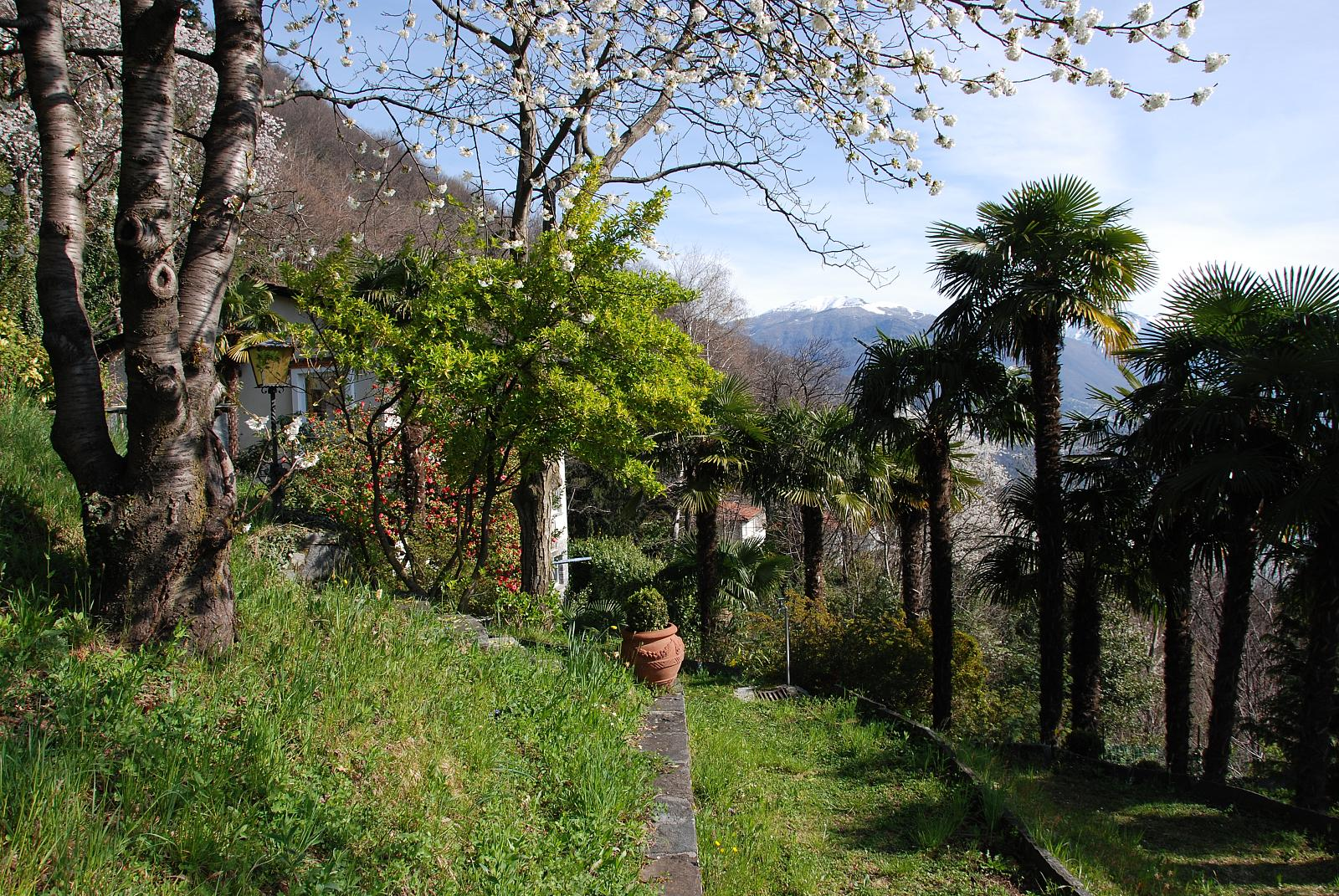
Парк на островах Бріссаґо
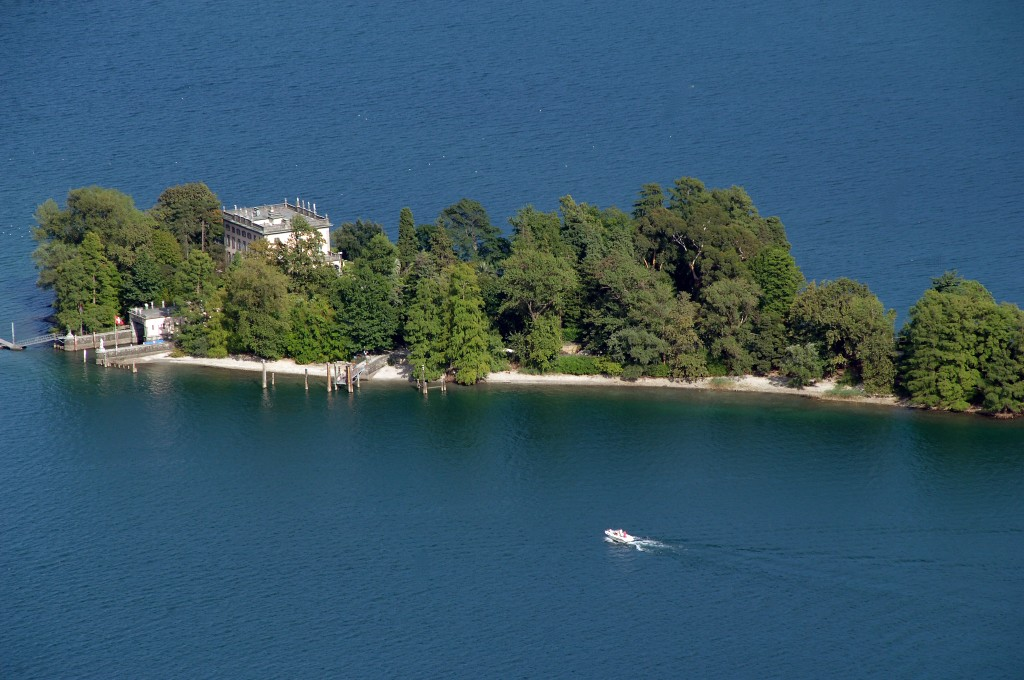
Сан Панкраціо